# Nowy Tomyśl Wąskotorowy
Nowy Tomyśl Wąskotorowy – dawna wąskotorowa stacja kolejowa w Nowym Tomyślu, w województwie wielkopolskim, w Polsce. Została wybudowana w 1898 roku razem z linią do Wąsowa.